# Свети Йоан Предтеча (Сятища)
„Рождество на свети Йоан Предтеча“ (на гръцки: Ιερός Ναός Γενεθλίων Ιωάννου του Προδρόμου Σιάτιστας) е православна църква в град Сятища, Егейска Македония, Гърция, част от Сисанийската и Сятищка епархия на Вселенската патриаршия.

## Местоположение
Църквата е разположена в западната част на северната махала на града Хора.

## История
Изградена е в началото на XVIII век. В архитектурно отношение е трикорабна базилика без външни украси с два навеса на север и юг. Съществувала е и една килия, разрушена в 1935 година.
В интериора обаче има гипсови украшения по стените и дървени изписани тавани, които напомнят сятищките къщи. Иконата на свети Йоан Кръстител има надпис в долната част, който показва, че е рисувана през 1784 година за сметка на обущарския еснаф. Месинговият полилей е дар от сятищанина емигрант във Виена Димитриос Псарас от 1759 година. Стенописите на църквата е са правени в няколко фази и от различни художници. Тези в горната зона на северната и южната стена, в северната и южната част на западната стена, разделяща наоса от женската църква, както и ангелските глави, разделящи светците в цял ръст в долната зона имат стилоби сходства със стенописите в Хадзимихаиловата къща, изписана от Евтимиос от Патра. В олтара рисува сятищанинът Христодулос Йоану – Света Богородица Ширшая небес, четиримата евангелисти, тримата светители и свети Йоан Кръстител. На Христодулос се приписват и свети Антоний върху платно на южната стена, Христос Вседържител на тавана и завесата на царските двери.
Изписването на храма показва навлизането на бароковите елементи в гръцката църковна живопис и църквата е един от най-представителните паметници за въвеждането на европейската живопис изобщо.
Иконостасът на храма е резбован, като техниката и разположението на отделните декоративни теми са напълно в духа на иконостаса на „Свети Илия“, но този не е датиран и не е позлатен.
На 10 март 1967 година храмът е обявен за паметник на културата.